# Karte Melli

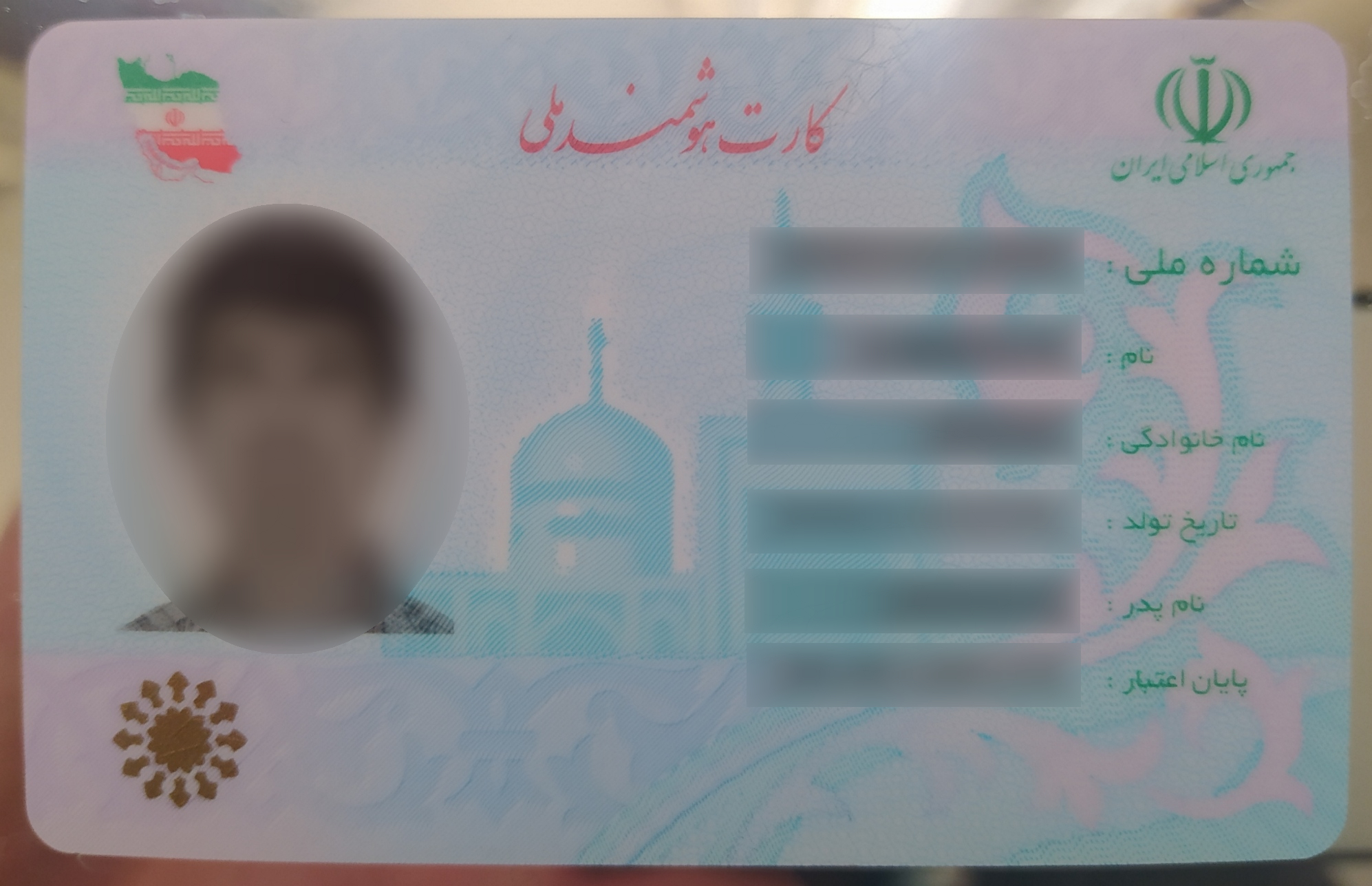
Muster einer Karte Melli.

Karte Melli (auch: Cart-e Melli, persisch کارت شناسائی ملی, ‚Personalausweis‘) ist eine iranische nationale Identitätskarte, mithin ein Personalausweis, den alle Iraner ab dem vollendeten 15. Lebensjahr besitzen müssen. Neben Shenasnameh und Reisepass ist die Karte Melli die wichtigste Personenurkunde.